# Файліч
Файліч (нім. Feilitzsch) — громада в Німеччині, розташована в землі Баварія. Підпорядковується адміністративному округу Верхня Франконія. Входить до складу району Гоф. Центр об'єднання громад Файліч.
Площа — 30,21 км2. Населення становить 2772 ос. (станом на 31 грудня 2020).